# Gracious
Gracious — английская музыкальная группа, игравшая в стиле прогрессивный рок.

## История
Группа была основана в середине 1960-х годов учащимися одной из католических школ Лондона Полом «Сэнди» Дэвисом (вокал, ударные) и Аланом Коудероем (гитара), к которым позднее присоединились Мартин Киткэт (клавишные) и Тим Уитли (бас). Музыканты взяли себе название Satan’s Disciples, по словам Коудероя это было самое провокационное для учеников католической школы название, которое они смогли придумать. В то время группа исполняла обычную поп-музыку. Вскоре Дэвис решил сосредоточиться исключительно на пении и в группу пригласили барабанщика Роберта Липсона. Позже они сменили название на Gracious, предложенное менеджером группы Дэвидом Бутом. Постепенно группа стала уходить от трёхминутных поп-песен к более серьёзному материалу. Киткэт и Дэвис, основные авторы группы, записали концептуальную сюиту, посвящённую временам года. Она заинтересовала продюсера Норри Парамора, известного по своей работе с Клиффом Ричардом и The Shadows. В это же время окончательно сложилось изменение музыкального стиля в сторону прогрессивного рока. На музыкантов также повлияло совместное выступление с King Crimson и используемый в их композициях меллотрон. Парамор познакомил музыкантов с Тимом Райсом. В результате работы с ним на лейбле Polydor Records был выпущен сингл «Beautiful» с «Oh What A Lovely Rain» на обратной стороне. 
В конце 60-х группа смогла получить контракт на запись пластинки в компании Vertigo. В 1970 году вышла их дебютная пластинка с одноимённым названием Gracious! На этом альбоме кроме меллотрона музыканты также использовали такой экзотический для рок-музыки инструмент, как клавесин. Однако продажы альбома были весьма низкими и он даже не попал в чарты. В то время менеджером группы был Питер Эбби и музыканты считали, что если бы он более тесно сотрудничал с лейблом, то всё могло быть по-другому.
После записи дебютного альбома группа сразу же принимается за следующую пластинку. Однако из-за проблем с концертной деятельностью и низкими темпами продаж дебютной пластинки, руководство компании притормозило выпуск второго альбома. Вскоре после этого Липсон покинул Gracious. Музыканты сыграли несколько концертов в Германии после чего Киткэт также ушел из группы. В качестве барабанщика был приглашён Крис Брайн, а Дэвис пел и играл на меллотроне. Летом 1971 года группа окончательно прекратила своё существование. По словам Коудероя, Липсона и Уитли причиной распада группы послужили не задержки с выпуском альбома, а низкие доходы группы.  
В итоге второй альбом, названный This is… Gracious!!, вышел в 1972 году на лейбле Philips. Первую сторону пластинки занимает 22-минутная сюита «Super Nova», состоящая из четырёх частей. В ней музыканты активнее используют меллотрон, и звучание становится схожим с ранними работами King Crimson. Вторую сторону занимают ещё четыре композиции.
После распада группы пути музыкантов разошлись. Роберт Липсон завершил свою музыкальную карьеру и занялся семейным бизнесом. 
Тим Уитли продолжил играть и проходил прослушивание в разных группах. Он проходил прослушивание в Supertramp, но в итоге не был принят. Позднее он присоединился к группе Taggett и участвовал в записи их единственного альбома. В 1977 году он открыл собственную студию звукозаписи в Гэмпшире и работал с местными командами.
Алан Коудерой начал работать в индустрии звукозаписи. В различные годы он работал в компаниях Decca Records, Vertigo Records, Stiff Records, A&M Records.
Клавишник Мартин Киткэт также какое-то время работал в звукозаписывающем бизнесе, после чего уехал в США.
Наибольшего успеха после роспуска Gracious добился вокалист Пол Дэвис. Он участвовал в записи рок-оперы Jesus Christ Superstar, на котором исполнил партию апостола Петра. В середине 70-х он выпустил два сольных альбома — Inside Every Fat Man (1974) и Back on my Feet again (1976). В записи первого альбома также принял участие гитарист Алан Коудерой. После он какое-то время играл в малоизвестных британских группах, а затем уехал в Германию.
В 1995 году Липсон и Уэтли воссоединились для записи нового альбома и в следующем году выпустили альбом Echo. А работе также приняли участие клавишник и вокалист Сев Левкович и гитарист Стюарт Тёрнер. Алан Коудерой также поучаствовал в создании альбома, сыграв на гитаре в первом треке.

## Участники группы
- Пол «Сэнди» Дэвис — вокал, 12-струнная гитара (1964—1971)
- Мартин Киткэт — клавишные (1964—1971)
- Алан Коудерой — гитара (1964—1971, 1995—1996)
- Тим Уитли — бас-гитара (1964—1971, 1995—1996)
- Роберт Липсон — ударные (1964—1971, 1995—1996)
- Сев Левкович — вокал, клавишные, гитара (1995—1996)
- Стюарт Тёрнер — гитара (1995—1996)

## Дискография

### Альбомы
- 1970 — Gracious!
- 1972 — This Is… Gracious!!
- 1996 — Echo

### Синглы
- 1969 — «Beautiful» / «What a Lovely Rain»
- 1970 — «Once On A Windy Day» / «Fugue in 'D' Minor»